# تجمع بدو الغياضات (غيل بن يمين)

تعديل مصدري - تعديل

تجمع بدو الغياضات هو "تجمع بدوي" في عزلة غيل بن يمين بمديرية غيل بن يمين التابعة لمحافظة حضرموت، بلغ تعداد سكانها 56 نسمة حسب تعداد اليمن لعام 2004.